# ダッキング
ダッキング (Ducking) は、ボクシングにおける基本的な防御技術。上体を前に屈めるようにして相手のパンチをかわす戦法をこう呼ぶ。顔面へのストレートやフックを回避する際に行うのが主だが、タイミング次第ではアッパーも回避できる。
ただし、アマチュアボクシングにおいては相手のベルトラインより下に頭部を下げると反則を取られることがある。